# 69-es villamos (Budapest)

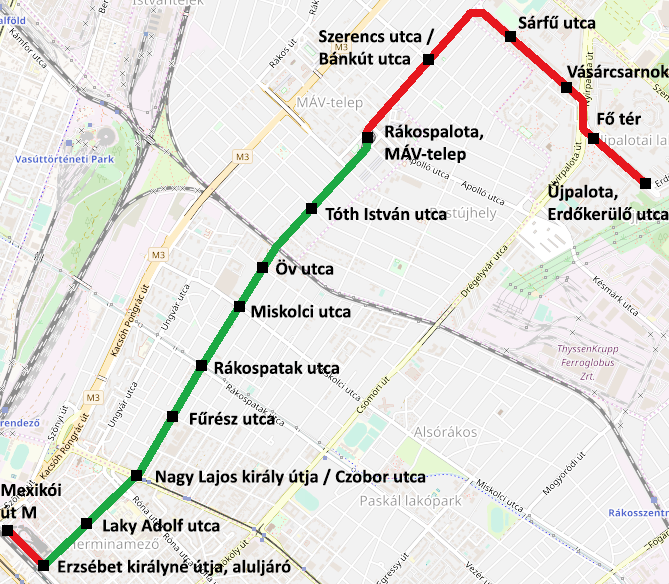
Korábban is használt vonalrész
A 69-esnek kiépített vonalszakaszok
Megállóhelyek

A budapesti 69-es jelzésű villamos a Mexikói út és Újpalota, Erdőkerülő utca között közlekedik. A viszonylatot a Budapesti Közlekedési Zrt. üzemelteti.

## Története

### A korai 69-esek
Budapesten először az 1910-es évek közepén indult ezzel a jelzéssel villamosjárat, ez a Bosnyák tér és a városligeti lóversenytér között közlekedett. 1919-ben útvonala a Köztemetői útig hosszabbodott, azonban egy évvel később ismét csak a lóversenytérig járt. Ezt a járatot 1924-ben a 37-es váltotta ki, de egy évvel később visszaállt a régi forgalmi rend. 1930–1932 között 19A jelzéssel közlekedett, majd amikor ismét a 69-es jelzést kapta útvonala a Hadnagy utcáig hosszabbodott és betétjárata is indult 69A jelzéssel. 1941. június 16-án jelzését 17-esre módosították.
1941. november 24-én újraindult a Bosnyák tér és a Déli pályaudvar között, majd 1942 december 14-étől a János Kórházig járt. 1944. szeptember 27-étől a Bosnyák tér és a Széll Kálmán tér között közlekedett, majd november 1-jétől a 69A villamos pótolta a Keleti pályaudvar–Széll Kálmán tér útvonalon. December 8-án újraindult a 69-es a korábbi útvonalán, azonban a háború után ismét megszűnt.
1947. november 16-án az 59A villamos jelzése 69-esre módosult, a továbbiakban a Csörsz utca – Böszörményi út – Széll Kálmán tér – Mártírok útja – Bem József utca – Mónus Illés rakpart – Batthyány tér útvonalon közlekedett, eljutást biztosítva a Kossuth híd budai hídfőjéhez. 1948. augusztus 1-jén a Margit híd átadásával megszüntették, majd október 17-én újraindult. 1951. március 19-én útvonala a Széll Kálmán térig rövidült és az 59A jelzést vette fel.

### A rákosszentmihályi 69-es
1953. április 1-jén az FVV a Budapest–Rákosszentmihály–Rákospalota HÉV Rákosszentmihály–Rákospalota szakaszát villamossal váltotta ki, ami május 6-án a 69-es jelzést kapta (igaz ezt a kezdetekben csupán a vállalaton belüli ügykezelésnél használták). 1954. október 25-én 69A jelzéssel betétjáratot is kapott Pestújhely, Sporttelep és Rákosszentmihály, Csömöri út között. 1955. április 1-jén a 69-es útvonalát a rákospalotai Dózsa György útig, a 69A viszonylatét pedig Rákospalota-Pestújhely, MÁV-telep végállomásig hosszabbították meg. 1970. április 3-án a rákosszentmihályi HÉV-hurokkal együtt megszűntek a villamosok is, pótlásukra a megmaradt rákospalotai szakaszon a 65-ös villamost közlekedtette tovább a BKV, a rákosszentmihályi szakaszon pedig – annak felszámolása miatt – a 24Y jelzésű autóbuszjáratot hosszabbította meg.

### Az újpalotai 69-es
1973. december 29-én az M1-es metróvonal meghosszabbításával együtt indult el az új 69-es villamos. A járat a Mexikói úton épített új vonalrészen haladva rákanyarodott az Erzsébet királyné útjára, innen pedig a 67-es villamossal párhuzamosan haladva érte el a rákospalotai MÁV-telepi villamos-végállomást. Azonban a 67-essel ellentétben továbbment, és az újonnan épített Bánkút, Páskomliget, Nyírpalota és Zsókavár utcai szakaszon haladva érte el újpalotai végállomását, amelyet az Erdőkerülő utcai kereszteződésnél alakítottak ki. A vonalon pótkocsis UV-szerelvényeket állítottak forgalomba. Ugyanekkor a 69-esnek éjszakai járata is indult, szintén 69-es jelzéssel, ami a Baross tér, Keleti pályaudvar – Thököly út – Mexikói út – Erzsébet királyné útja – Kolozsvár utca – Vasutastelep utca – Bánkút utca – Páskomliget utca – Zsókavár utca – Újpalota, Erdőkerülő utca útvonalon közlekedett. 1975. július 21-én megszűnt a Széchenyi utca megállóhely, ami a mai Tóth István utca és Rákospalota, MÁV-telep megállók között helyezkedett el. 1980. október 1-jén az éjszakai 69-est a 173É busz váltotta fel.
1997. március 11-én a 67-es villamos megszűnése miatt a 69-es betétjáratot kapott 69A jelzéssel, ami a Mexikói út – Rákospalota MÁV-telep útvonalon közlekedett. A vonalon kétkocsis, Ganz UV típusú villamosok közlekedtek. A betétjárat nem közlekedett sokáig, 1997. szeptember 30-án a BKV megszüntette.
1998-ban megjelentek a pótkocsi nélküli UV-k a 69-esen, vegyesen a pótkocsis szerelvényekkel. 2001. október 3-ától a TW 6000-es szerelvények forgalomba állításával a 69-esen (a felszabaduló UV-k miatt) hétköznap minden szerelvény pótkocsival, hétvégén azonban pótkocsi nélkül közlekedett. 2002. október 17-étől ezen a vonalon is forgalomba álltak az exhannoveri villamosok, amelyek lecserélték a pótkocsis Ganz UV-kat a vonalon. 2021 júniusától a hétvégi és az ünnepnapi időszakokban, majd 2022 májusától munkanapokon is megjelentek a vonalon a CAF Urbos 3 típusú szerelvények, részleges akadálymentes szolgáltatást biztosítva.

## Útvonala
| Mexikói út felé |
| Újpalota, Erdőkerülő utca vá. – Zsókavár utca – Nyírpalota utca – Páskomliget utca – Bánkút utca – Vasutastelep utca – Besenyő park – Kolozsvár utca – Erzsébet királyné útja – Mexikói út – Mexikói út M vá. |
| Újpalota, Erdőkerülő utca felé |
| Mexikói út M vá. – Mexikói út – Erzsébet királyné útja – Kolozsvár utca – Besenyő park – Vasutastelep utca – Bánkút utca – Páskomliget utca – Nyírpalota utca – Zsókavár utca – Újpalota, Erdőkerülő utca vá. |

## Megállóhelyei
| 0  | Mexikói út M végállomás              | 21 | 1, 1A, 3 74, 81, 82 25, 32, 225                               |
| 1  | Erzsébet királyné útja, aluljáró     | 19 | 1, 1A, 3 70, 82 5                                             |
| 2  | Laky Adolf utca                      | 18 | 3 82 5                                                        |
| 4  | Nagy Lajos király útja / Czobor utca | 17 | 3, 62, 62A 82, 82A 5, 32                                      |
| 6  | Fűrész utca                          | 15 | 62, 62A 5                                                     |
| 7  | Rákospatak utca                      | 13 | 62, 62A 5                                                     |
| 8  | Miskolci utca                        | 12 | 62, 62A 81 5                                                  |
| 9  | Öv utca                              | 11 | 62, 62A 5                                                     |
| 11 | Tóth István utca                     | 10 | 62, 62A 5                                                     |
| 13 | Rákospalota, MÁV-telep               | 9  | 62, 62A 231, 231B                                             |
| 15 | Szerencs utca / Bánkút utca          | 6  | 124, 231, 231B                                                |
| 17 | Sárfű utca                           | 4  | 96, 130, 196, 196A, 296, 296A                                 |
| 19 | Vásárcsarnok                         | 3  | 7, 7E, 8E, 46, 96, 108E, 130, 133E, 146, 196, 196A, 296, 296A |
| 20 | Fő tér                               | 1  | 7, 7E, 8E, 46, 96, 108E, 130, 133E, 146, 196, 196A, 296, 296A |
| 22 | Újpalota, Erdőkerülő utca végállomás | 0  | 46, 96, 130, 146, 196, 196A, 296, 296A                        |

## Képgaléria

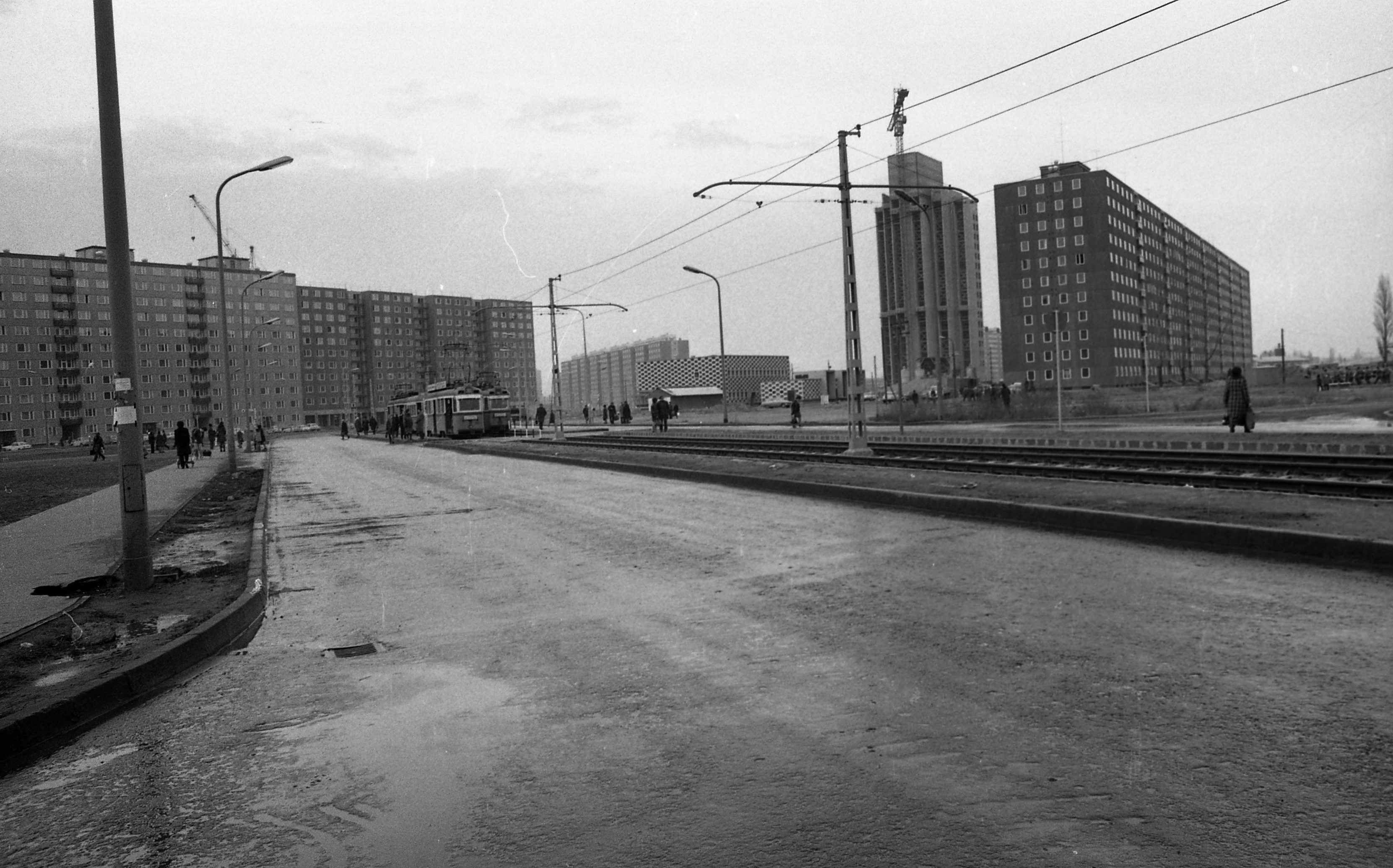
Ganz UV a Fő tér megállóhelyen 1974-ben
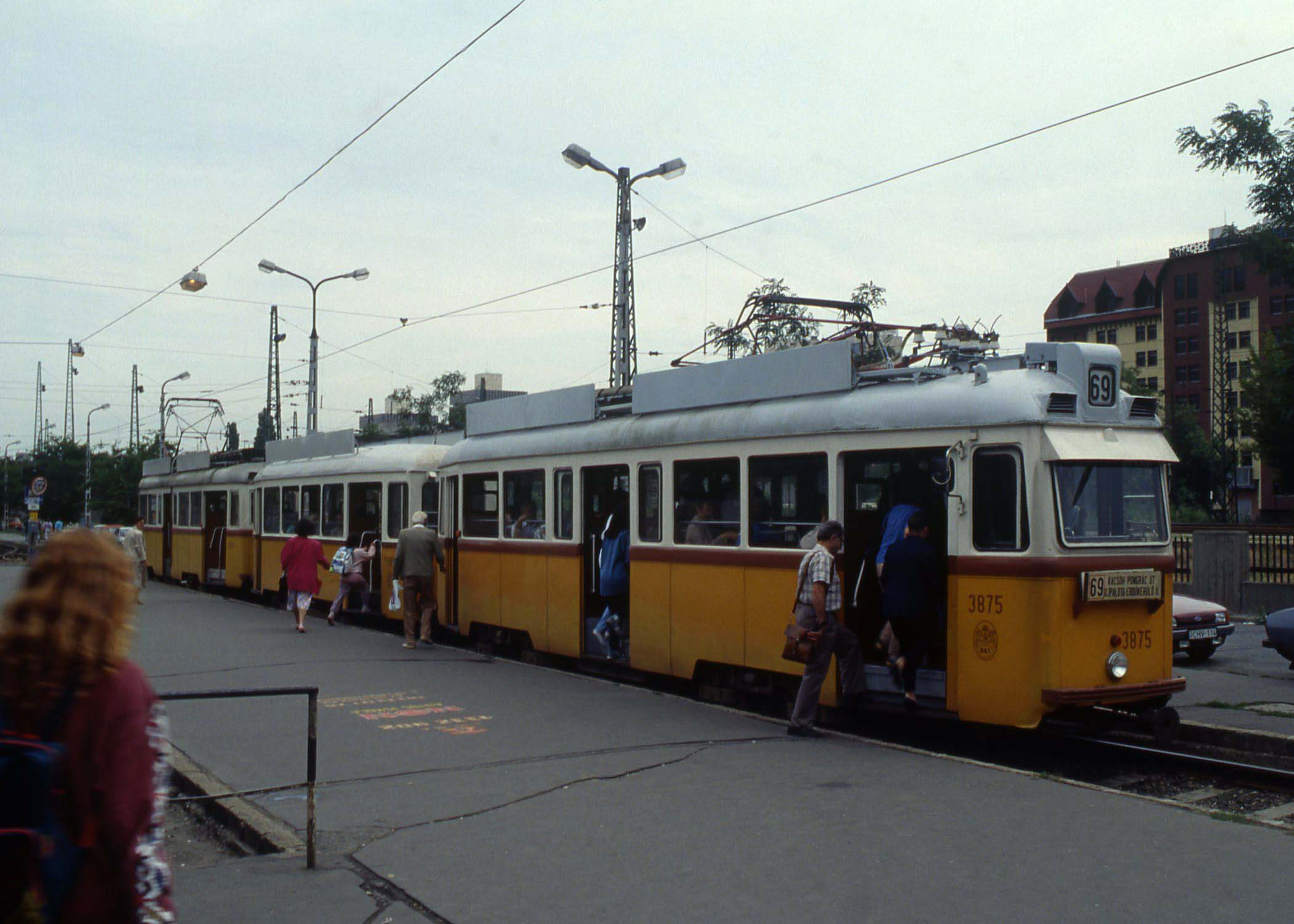
Ganz UV a Mexikói úti végállomáson 1993-ban
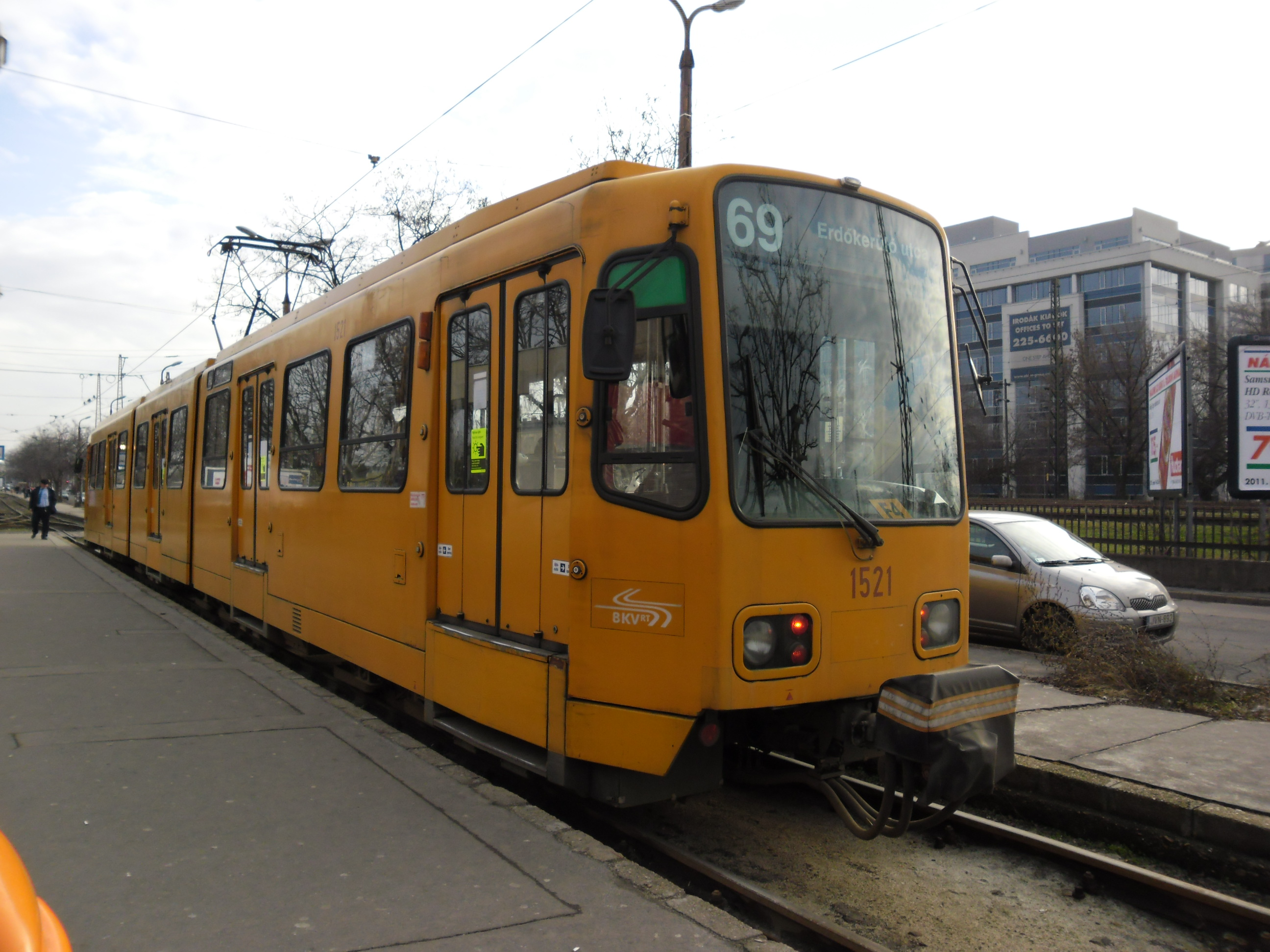
Az 1521-es TW 6000-es a Mexikói úton 2011-ben
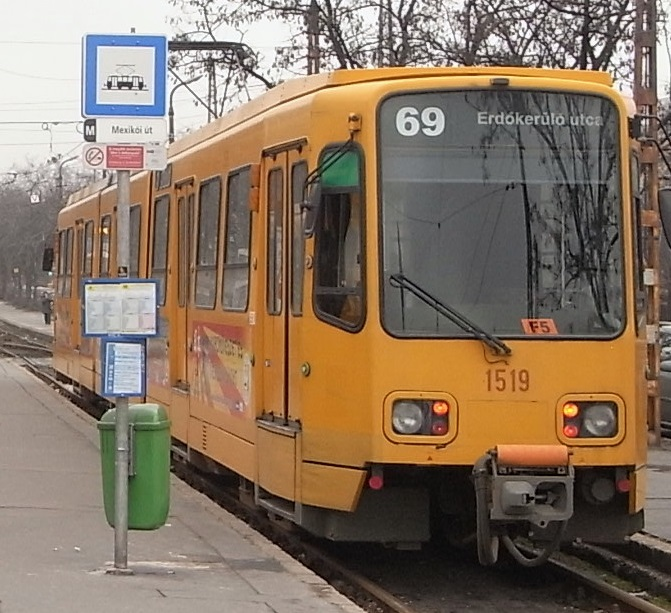
TW 6000 a Mexikói úti végállomáson 2013-ban
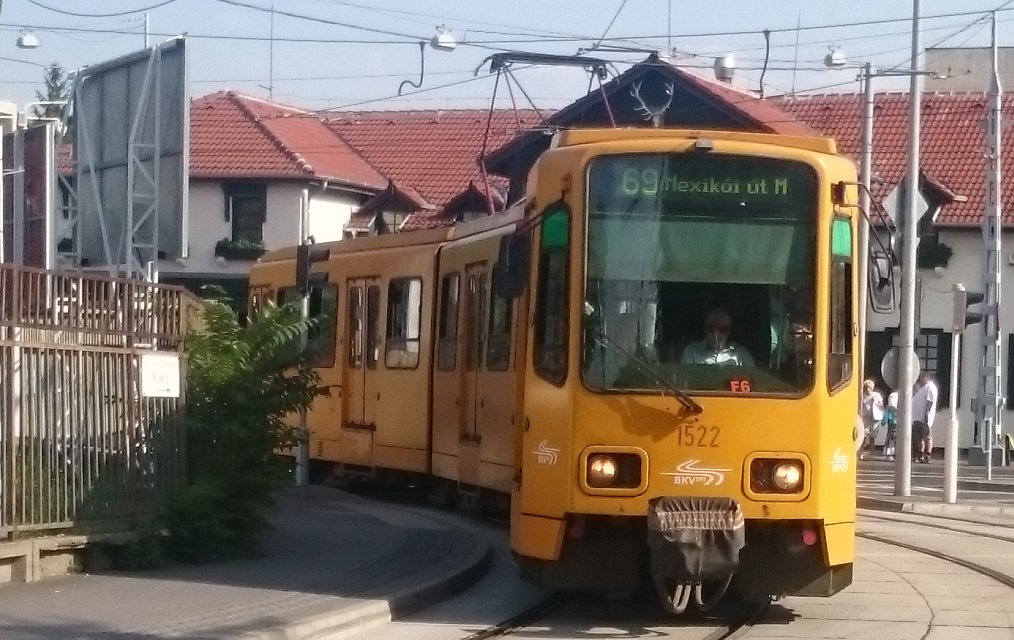
Az 1522-es hannoveri kanyarodik a Mexikói útra 2015-ben